# رووسمیروو
رووسمیروو (به چکی: Rousměrov) یک منطقهٔ مسکونی در جمهوری چک است که در ناحیه ژدار ناد سازاووو واقع شده‌است. رووسمیروو ۵٫۴۲ کیلومتر مربع مساحت و ۱۳۱ نفر جمعیت دارد و ۵۸۰ متر بالاتر از سطح دریا واقع شده‌است.